# Kevin Kühnert
Kevin Kühnert (Berlino, 1º luglio 1989) è un politico tedesco e segretario generale del Partito Socialdemocratico di Germania dopo essere stato eletto deputato del Bundestag durante la XX legislatura.